# Eugenio Casparini
Eugenio Casparini, né sous le nom de Johann Eugen Caspar le 14 février 1623 à Sorau, Niederlausitz (aujourd'hui Żary, en Pologne), et mort le 12 septembre 1706 à Wiesa près de Greiffenberg, est un facteur d'orgues d'origine allemande ayant beaucoup travaillé en Italie, ce qui l'amena à italianiser son nom.

## Biographie
Eugenio Casparini apprend son métier de son père Adam Casparini (1590–1665), mathématicien et facteur d'orgue, puis émigre en Italie à l'âge de 17 ans environ, en passant par Ratisbonne où il reste trois ans. Il est d'abord actif à Görz et se convertit au catholicisme, ce qui entraîne un changement de nom. Il travaille ensuite à Trieste et à Venise avant de s'installer à Padoue où il reste 28 ans. En 1697, il retourne cependant en Silésie et revient à la foi protestante peu de temps avant sa mort.
Il est considéré comme le plus important facteur d'orgue de sa dynastie et un lien entre les factures d'orgue italienne et allemande. Andreas Silbermann est un de ses élèves de 1697 à 1699. Adam Horatio Casparini est son fils et Adam Gottlob Casparini son petit-fils.

## Réalisations remarquables
| Année | Lieu       | Bâtiment                                             | Photo | Clavier | Registre | Remarques                                                             |
| ----- | ---------- | ---------------------------------------------------- | ----- | ------- | -------- | --------------------------------------------------------------------- |
| 1683  | Padoue     | St. Giustina                                         |       |         |          |                                                                       |
| 1687  | Trient     |                                                      |       |         |          | Reconstruction de l'orgue Zimmermann de l'église Santa Maria Maggiore |
| 1690  | Burgeis    |                                                      |       |         |          |                                                                       |
| 1690  | Brixen     | Cathédrale                                           |       |         |          |                                                                       |
| 1694  | Meran      | Maria Bassa                                          |       |         |          |                                                                       |
| 1697  | Untermais  |                                                      |       |         |          | Probablement avec son fils Adam Horatio Casparini.                    |
| 1703  | Görlitz    | Église paroissiale Saint-Pierre Saint-Paul (Görlitz) |       |         |          | Le fameux orgue du Soleil ; également avec son fils.                  |
| 1706  | Hirschberg | Église paroissiale catholique                        |       |         |          | Terminé d'après les plans de son père.                                |